# Берри, Хайрем Грегори
Хайрем Грегори Берри (англ. Hiram Gregory Berry; 27 августа 1824 — 2 мая 1863) — американский политик и дивизионный генерал федеральной армии во время Гражданской войны в США. Погиб в сражении при Чанселорвилле.

## Биография
Хайрем Берри родился в Рокленде (штат Мэн), в семье Джеремии Берри и Френсис Грегори Берри. Его дед Томас Бери служил офицером в годы войны за независимость, а отец Джеремия Берри (1787 - 1857), участвовал в войне с Англией в 1812 году. У Хайрема было четыре брата и одна сестра: Джеремия Мл., Джон, Уильям, Джордж и Френсис. После школы Хайрем работал плотником - с 1843 года в паре с Элия Уокером, а с 1845 уже сам занимался строительством. В 1852 году при его участии была основана крупная фирма по производству мебели, которая просуществовала до 1855 года, когда ее здание было уничтожено пожаром.
8 октября 1853 года Хайрем был избран директором Лимрокского Национального Банка — старейшего в его городе — а после смерти президента банка Хайрем 19 октября 1857 был выбран на его место.
Он отработал несколько сроков в Законодательном собрании штата и впоследствии стал мэром Рокленда. Он также создал и командовал ротой Rockland Guard — добровольческим подразделением ополчения, которое имело репутацию тренированного и дисциплинированного.

### Гражданская война
С началом Гражданской войны в США Хайрем Берри предложил свои услуги губернатору штата и ему было поручено набрать полк. Под его руководством был сформирован 4-й Мэнский пехотный полк, который 15 июня 1861 года был принят на службу в федеральную армию. 17 июня полк покинул штат, а 21 июня прибыл в Вашингтон (19 июня в Нью-Йорке полк получил национальный флаг и знамя штата). Полк был размещен в укреплениях Вашингтона на Меридиан-Хилл и в конце месяца включён в бригаду Оливера Ховарда. 21 июля полк Берри участвовал в первом сражении при Булл-Ран, где было потеряно 23 человека убитыми, 3 офицера и 24 рядовых ранеными и 3 офицера и 38 рядовых пропавшими без вести.
В марте 1862 года Берри стал бригадным генералом и возглавил 3-ю бригаду в дивизии Гамильтона (позже Керни), в составе III корпуса. В его бригаду входили четыре полка: 
- 2-й Мичиганский пехотный полк (полковник Орландо По);
- 3-й Мичиганский пехотный полк (полковник Стивен Чамплин);
- 5-й Мичиганский пехотный полк (полковник Генри Терри);
- 37-й Нью-Йоркский пехотный полк (полковник Самуэль Хайманн).

Решительное действие Берри в сражении при Уильямсберге помогло генералу Хукеру. Его бригада участвовала в сражении при Севен-Пайнс.
5 июня в бригаду Берри был введён 1-й Нью-Йоркский пехотный полк .
29 ноября 1862 года Берри получил звание генерал-майора.
В январе 1863 года армию возглавил Джозеф Хукер. Он провёл кадровые перестановки: дивизионный командир Дэн Сиклс возглавил III корпус, а его дивизию передали Берри. Теперь Берри командовал 2-й дивизией III корпуса.
Берри был убит пулей снайпера в 7:26 утра 3 мая 1863 в сражении при Чанселорсвилле.

## Семья
23 марта 1845 года Хайрем женился на Эльмире Браун, дочери Джона Брауна из Томастона. В их семье родилась одна дочь — Люси Берри (1846—1895).